# Rosa de Maurer
En geometria, el concepte de rosa de Maurer va ser introduït per Peter M. Maurer al seu article titulat Una Rosa és una Rosa...  Arxivat 2012-01-19 a Wayback Machine.. Una rosa de Maurer consta de rectes que connecten un conjunt de punts damunt una corba rhodonea.

Una rosa de Maurer amb n = 7 i d = 29

## Definició
Sia r  = sin(nθ;) una rosa en el sistema de coordenades polar, on n és un enter positiu. La rosa té n pètals si n és senar, i 2 n pètals si n és parell.
Llavors es prenen 361 punts sobre la rosa: 
(sin(nk), k) (k = 0, d, 2d, 3d, ..., 360d),
on d és un enter positiu i els angles són en graus, no radians.
Una rosa de Maurer de la rosa r  = sin(nθ;) consisteix en les 360 línies que successivament connecten els 361 punts. Així una rosa Maurer és una corba poligonal amb vèrtexs en una rosa.
Una rosa de Maurer es pot descriure com una ruta tancada al pla polar. Una persona que va passsejant comença un viatge de l'origen, (0, 0), i camina al llarg d'una línia recta fins al punt (sin(nd), d). Llavors, a la segona etapa del viatge, el camina al llarg d'una recta al pròxim punt, (sin(n·2 d), 2d), i així successivament. Finalment, a l'etapa final del viatge, camina al llarg d'una recta, de (sin(n·359 d), 359d) fins al punt final, (sin(n·360 d), 360d). La ruta sencera és la rosa Maurer de la rosa r  = sin(nθ;). Una rosa Maurer és una corba tancada donat que el punt de partida, (0, 0) i el punt final, (sin(n·360 d), 360d), coincideixen.
La figura següent mostra l'evolució d'una rosa de Maurer (n = 2, d = 29° ).

## Imatges
Les següents són algunes roses de Maurer dibuixades amb diferents valors per a n i d:

## Codi Maple
A sota hi ha el codi en Maple per a dibuixar roses de Maurer (els diferents valors de n i d poden ser escollits per l'usuari):
```
with(plots) :
n:=7:d:=29:
Rose:=plot(sin(n*t),t=0..2*Pi,coords=polar,thickness=2):
K:=360:
for k from 0 to K do k1:=k*d*Pi/180:k2:=(k+1)*d*Pi/180:
Point[k]:=pointplot([sin(n*k1),k1],coords=polar,color=blue):
Maurer_rose[k]:=listplot([[sin(n*k1),k1],[sin(n*k2),k2]],coords=polar,color=blue):od:
Maurer_rose:=display(seq(Maurer_rose[k],k=0..K)):
Point:=display(seq(Point[k],k=0..K)):
display(Rose,Point,Maurer_rose);
```